# Sierra No. 3

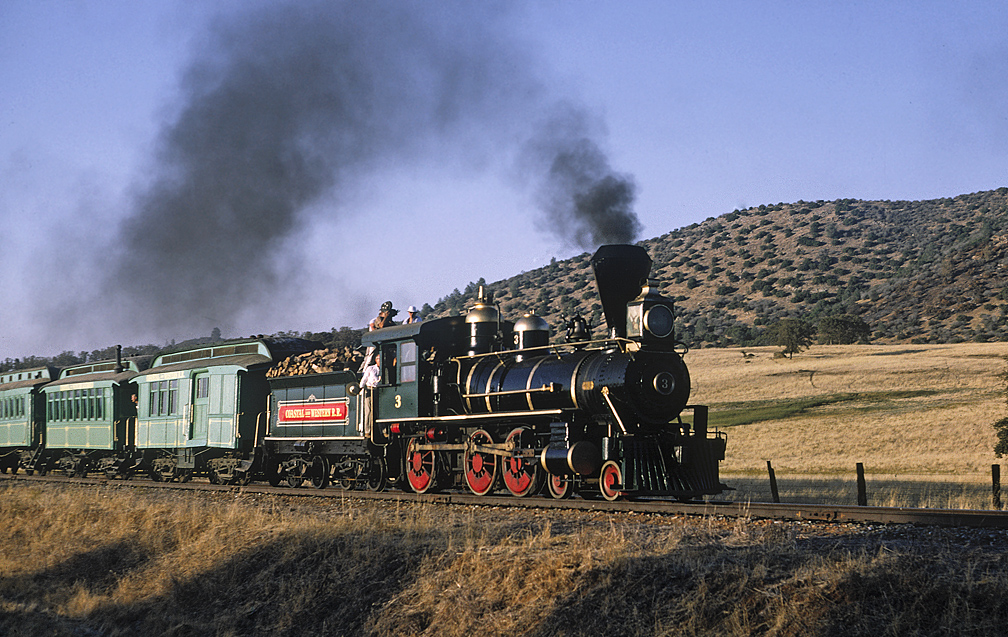
Sierra No. 3 tuffar på under en filminsspelning i Keystone, september 1964.

Sierra Nummer 3, ofta kallad "The Movie Star locomotive", är ett ånglokomotiv, byggt 1891, som ägs av Railtown 1897 State Historic Park i Jamestown i Kalifornien. 
Det har fått sin berömmelse för att ha utsetts till världens mest fotograferade ånglok och att hon har uppträtt i ett flertal filmer och TV-serier. 

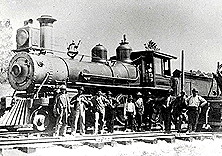
Sierra No. 3, cirka 1904.